# Savblomflugor
Savblomflugor (Brachyopa) är ett släkte av tvåvingar som beskrevs av Johann Wilhelm Meigen 1822. Savblomflugor ingår i familjen blomflugor.

## Bildgalleri

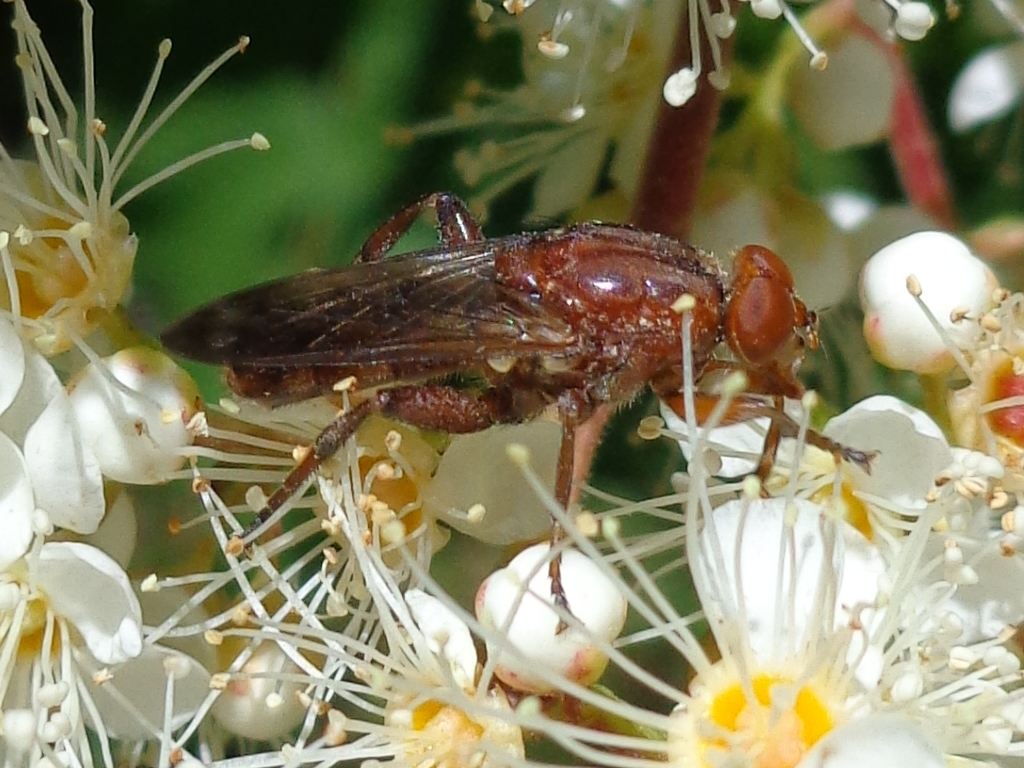
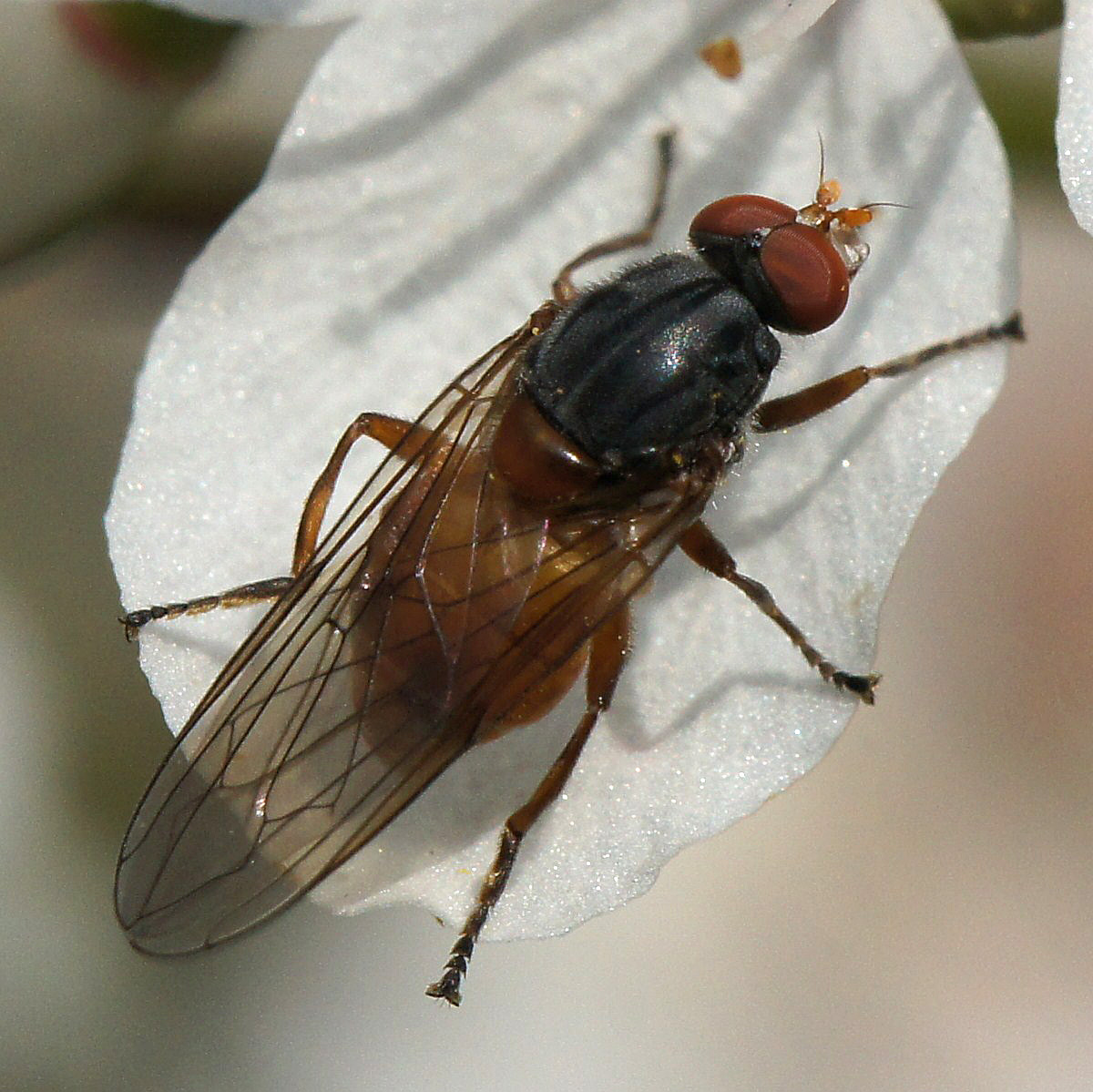

## Dottertaxa till savblomflugor, i alfabetisk ordning[1][2]
- Brachyopa atlantea
- Brachyopa bicolor
- Brachyopa bimaculosa
- Brachyopa cinerea
- Brachyopa cinereovittata
- Brachyopa cynops
- Brachyopa daeckei
- Brachyopa diversa
- Brachyopa dorsata
- Brachyopa ferruginea
- Brachyopa flavescens
- Brachyopa gigas
- Brachyopa grunewaldensis
- Brachyopa ingrica
- Brachyopa insensilis
- Brachyopa maculipennis
- Brachyopa maritima
- Brachyopa media
- Brachyopa notata
- Brachyopa obscura
- Brachyopa ornamentosa
- Brachyopa panzeri
- Brachyopa paradoxa
- Brachyopa perplexa
- Brachyopa pilosa
- Brachyopa pivanica
- Brachyopa plena
- Brachyopa primorica
- Brachyopa punctipennis
- Brachyopa quadrimaculosa
- Brachyopa rufiabdominalis
- Brachyopa scutellaris
- Brachyopa silviae
- Brachyopa stackelbergi
- Brachyopa tabarkensis
- Brachyopa testacea
- Brachyopa tristis
- Brachyopa tropia
- Brachyopa vacua
- Brachyopa violovitshi
- Brachyopa vittata
- Brachyopa zhelochovtsevi
- Brachyopa zhelochovtzevi